# Los Encinos, Guanajuato
Los Encinos är en ort i Mexiko.   Den ligger i kommunen San José Iturbide och delstaten Guanajuato, i den centrala delen av landet, 220 km nordväst om huvudstaden Mexico City. Los Encinos ligger 2 151 meter över havet och antalet invånare är 463.
Terrängen runt Los Encinos är platt åt nordväst, men åt sydost är den kuperad. Runt Los Encinos är det ganska tätbefolkat, med 62 invånare per kvadratkilometer. Närmaste större samhälle är San José Iturbide, 4,9 km väster om Los Encinos. I omgivningarna runt Los Encinos växer huvudsakligen savannskog.